# 118호미사일공장
118호 미사일 공장 혹은 1월 18일 기계 종합 공장은 평안남도 개천시에 있는 미사일 공장이며 특히 유연생산체계로 가동이 되는 공장으로 활용을 하고 있으며 특히 전차 생산에도 투입이 되고 있고 특히 엔진 개발에 힘을 쓰고 있는 공장이다.

## 개요[1]
김정일이 리모델링 공사를 마친 1월 18일 기계종합공장을 현지지도하였다고 조선중앙통신이 18일 전했으며 조선민주주의인민공화국 매체가 김정일의 공개활동 소식을 전한 것은 지난 15일 대관유리공장 시찰 보도 이후 사흘만이고 조선중앙통신은 고위 수행원 명단에서 후계자 김정은을 거명하지 않았다.
조선중앙통신에 따르면 김정일은 공장 안팎을 돌아본 뒤 공장 일꾼, 노동자, 기술자가 당의 과학기술중시사상을 받들고 대중적 기술혁신운동을 벌여, 지식경제 시대에 맞게 공장을 전변시켰다면서 기계제작공업 발전에서 중요한 몫을 맡고 있는 이 공장의 가장 중요한 과업은 기계제품 생산을 높은 수준에서 정상화하고 새 형의 능률높은 기계제품을 더 많이 생산하는 것이라고 말했다.
이것을 볼 때 현재 주물공정과 CNC 공작기계들을 현대화에 나섰으며 특히 컨베이어 시스템을 완비하고 있으며 조선중앙통신은 이 공장의 소재지와 생산품을 구체적으로 밝히지 않았으나 수행원 명단에 홍인범 평안남도 당 책임비서가 들어가 있는 점으로 미뤄 평안남도 개천시에 있는 공장으로 추정되고 있다.
조선중앙방송은 관련 보도에서 김정일 동지께서 승리의 대문이 펼쳐지는 역사적 시기에 천만 군민의 기세는 하늘을 찌를듯이 높다면서, 우리 대에 위대한 김일성의 강성대국 건설 염원을 기어이 실현해야 한다고 말씀하였다.
이 방송은 또 김일성과 김정일이 42년 전 1월 18일 현지에 나와 공장 터전을 잡아주신 날, 김정일을 다시 모신 공장 노동계급은 감격과 환희에 넘쳐 있었다고 전했으며 김정일이 공장 시찰이 18일 이뤄졌음을 시사했다.
이번 시찰에는 홍인범 외에 당 정치국 위원인 김기남과 김경희, 당 정치국 후보위원인 박도춘과 태종수, 김평해. 주규창이 수행했다고 조선중앙통신은 덧붙였다.

## 개건 현대화 과정[2]
북한 김정은이 2015년 12월 20일 개건된 1월 18일 기계 종합 공장을 찾아 맏아들 공장이라고 치켜세웠으며 조선중앙통신은 20일 김정은이 1월 18일 기계 종합 공장을 현지지도했다고 보도했으며 22동 건물이 새로 건설되고, 84개 동 건물을 개건 현대화했다고 전했다.
현지지도에서 김정은은 이 공장은 우리 나라 기계제작공업의 맏아들 공장, 중추 공장, 핵심 공장이라며 유연생산체계를 확립함으로써 공장을 21세기 산업발전의 추세에 맞게 전변시켰다고 말했다.
그리고 노동자를 유해노동, 고열노동에서 완전히 해방시킬 수 있게 도금 및 열처리공정의 무인화를 실현하였으며 통합생산체계를 보다 원만히 할 수 있도록 현대적인 무선 통신 체계도 훌륭히 구축해놓았다고 만족을 표했다.
특히 희천공작기계종합공장의 공작기계를 도입을 하였으며 특히 희천공작기계공장으로 산업용 로봇을 도입하여 설치해 가공품을 가공할 수 있는 기반과 특히 엔진 연삭용 크랭크축 연삭반도 들여오게 되었으며 이를 자체 자금과 김정은의 투자로 이어졌다.
그는 모든 제품들을 사용자들 속에서 호평을 받을 수 있게 최상의 수준에서 잘 만들어야 한다면서 생산을 정상화하여 생산계획을 지표별로 넘쳐 수행하기 위한 사업, 종업원의 기술기능수준을 부단히 높이기 위한 사업, 후방사업을 개선하기 위한 사업, 설비를 애호관리하기 위한 사업, 공장의 안팎을 알뜰히 거두고 깨끗이 관리하기 위한 사업 등을 지시했다.
그리고 김정은은 산업용 로봇을 보고 너무 기뻐하였으며 특히 통합생산체계를 잘다루어 현대화가 넘쳐날 수 있도록 해야 한다고 지시하였으며 특히 엔진 개발에서도 절대 다른나라에 뒤쳐져서는 안된다고 지침을 내렸다.

## 미사일과 전차 생산 과정[3]
이 공장은, 광명성 1단에 장착하는 27톤급 엔진을 생산했고, 2016년 9월과 2017년 3월 18일 공개한 80톤급 고출력 신형 로켓엔진을 생산한 것으로 추정하고 있다. 
엔진 측과 틀은 남포직할시 강서구역에 있는 대안중기계련합기업소에서 생산하고 있으며 이 공장은 군수분야에서 유일한 엔진종합공장으로 미사일 부품, 전차 부품, 함선 엔진, 비행기 엔진, 자동차 엔진 등 주요 동력장치를 생산하고 있다. 
김일성이 이 공장을 조선민주주의인민공화국에서 제일 멋쟁이 공장이라고 평가할 정도로 설비 현대화와 공장 갱도화를 실현했으며 1990년대에 북한군 육전대 수송용 An-2 비행기 엔진을 양산해서 김정일의 높은 평가를 받았다.